# NGC 4131
NGC 4131 é uma galáxia espiral barrada (SB0-a) localizada na direcção da constelação de Coma Berenices. Possui uma declinação de +29° 18' 17" e uma ascensão recta de 12 horas, 08 minutos e 47,1 segundos.
A galáxia NGC 4131 foi descoberta em 11 de Abril de 1785 por William Herschel.